# Abel Santamaría

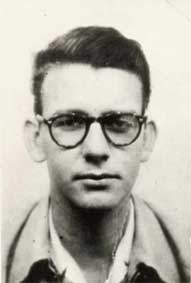
Abel Santamaría Cuadrado

Abel Santamaría Cuadrado Benigno (ur. 20 października 1927 w Encrucijada w prowincji Las Villas (obecnie Villa Clara), zm. 26 lipca 1953 w Santiago de Cuba) – kubański rewolucjonista, jeden z przywódców rewolucji kubańskiej.

## Życie i działalność
Abel Santamaría wywodził się z rodziny pochodzenia hiszpańskiego. Był synem pracownika plantacji cukru w centrum Kuby. Na początku 1950, przeniósł się ze swoją starszą siostrą Haydée do Hawany, gdzie oboje przyłączyli się do ruchu rewolucyjnego. Nawiązał współpracę z liderem opozycji, prawnikiem Fidelem Castro Ruz, z którym wspólnie wymieniał opinie na temat możliwych form rewolucyjnego oporu przeciwko dyktaturze Fulgencio Batisty. Mieszkanie Abla i Haydée stało się ośrodkiem spotkań rewolucjonistów. 
Brał udział w planowaniu i organizacji dowodzonego przez Fidela Castro Ruz, ataku ok. 160-osobowego oddziału na koszary Moncada 26 lipca 1953, uznanego za początek rewolucji kubańskiej. Podczas ataku był zastępcą dowódcy. Ostatecznie atak nie powiódł się, a około połowy rebeliantów zginęło, w tym między innymi Abel Santamaría, zaś jego siostra Haydée Santamaría oraz Melba Hernández, Fidel i Raúl Castro zostali schwytani. 
Po obaleniu Fulgencio Batisty, Abel Santamaría został uznany za jednego z bohaterów rewolucji i na jego cześć nazwano między innymi: Port lotniczy Abel Santa Maria w mieście Santa Clara, a w jego dawnym mieszkaniu zorganizowano muzeum jemu poświęcone.